# Zimný štadión mesta Poprad
Le Zimný štadión mesta Poprad est une patinoire de Poprad en Slovaquie. Elle a été construite en 1973. Elle a une capacité de 4 500 places et accueille les équipes de hockey sur glace du HK Poprad et du HC Lev Poprad.